# Tibera
Tibera (latinsky Tiber, -is, m., italsky Tevere) je řeka v Itálii (Lazio, Emilia-Romagna, Toskánsko, Umbrie). S délkou 405 km jde o třetí nejdelší řeku v zemi po Pádu a Adiži. Její povodí má rozlohu 16 500 km². Ve starověku řeka spadala pod vliv starořímského boha Tibera.

## Průběh toku

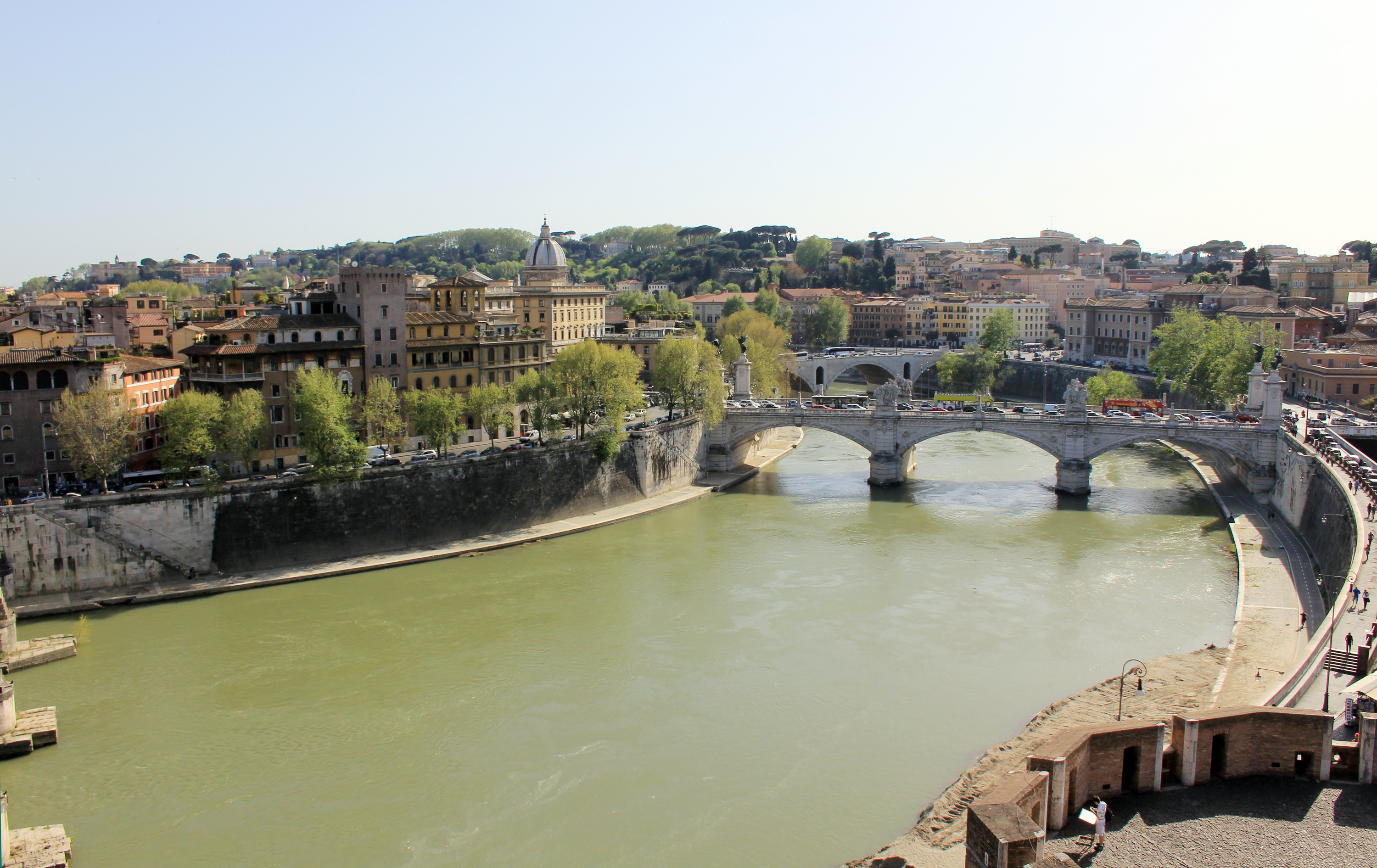
Tibera v Římě

Pramení v Toskánsko-Emiliánských Apeninách. Na horním a středním toku teče převážně v soutěskách a kotlinách mezi horami. Na jejích přítocích se nacházejí vodopády a splavy (La Marmore a Tivoli). Na dolním toku protéká rovinou Maremma. Při ústí do Tyrhénského moře vytváří deltu o rozloze 250 km².

## Vodní režim
Zdroj vody je převážně dešťový. Nejvyšší vodnosti dosahuje od listopadu do března až dubna. Často dochází k povodním. Průměrný roční průtok vody činí 260 m³/s. Řeka unáší velké množství pevných částic.

## Využití
Vodní doprava je možná pro menší lodě pod Římem. Na řece a jejích přítocích bylo postaveno několik vodních elektráren (Korbarabasci, Galleto). Voda se využívá k zavlažování.

## Historie

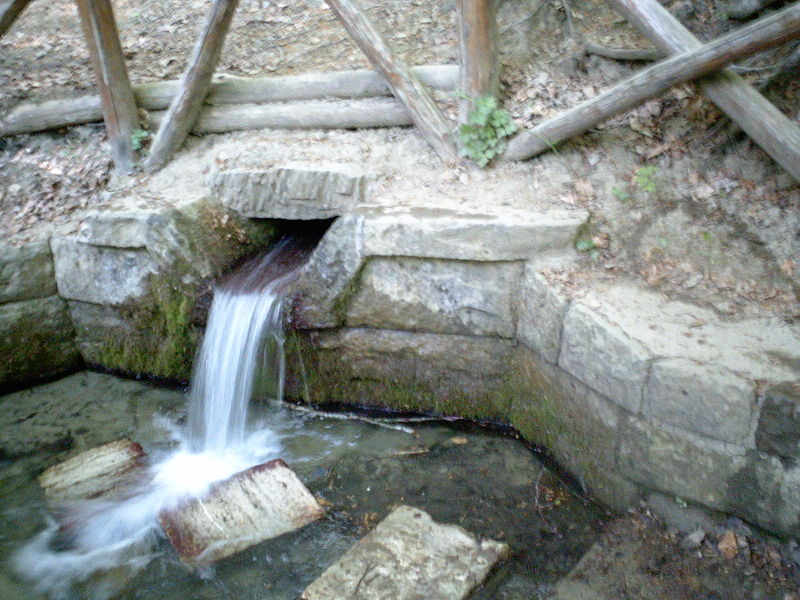
Pramen Tibery na úbočí hory Fumaiolo na území obce Verghereto v provincii Forli-Cesena

Ve starověku to byla důležitá říční cesta mezi ostijským přístavem a Římem, zčásti bylo lodní spojení udržováno i za Římem. V zimě často zaplavovala níže položené části Říma, které ve starověku ležely o mnoho metrů níže než v současnosti.